# Deng Yingchao
Deng Yingchao (鄧穎超T, 邓颖超S, Dèng YǐngchāoP) (Nanning, 4 febbraio 1904 – Pechino, 11 luglio 1992) è stata una politica cinese, nonché moglie del primo ministro Zhou Enlai.

## Biografia
Deng nacque a Nanning, nel Guangxi; suo padre morì quando lei era molto giovane e sua madre si prese cura della sua educazione, in particolare insegnandole la medicina. Nel periodo di fervore rivoluzionario che fece seguito alla nascita della Repubblica di Cina e alle provocazioni giapponesi, Deng si politicizzò e partecipò al Movimento del 4 maggio 1919, dove conobbe Zhou Enlai. I due si sposarono l'8 agosto 1925 a Tianjin. I due non ebbero mai figli, ma adottarono alcuni orfani di rivoluzionari, fra cui Li Peng, futuro capo del governo.
Deng fu una funzionaria statale e impegnata nel campo femminile, promuovendo l'abolizione del cosiddetto loto d'oro. Nel 1956 entrò nel Comitato centrale del Partito Comunista Cinese e, nel 1975, membro del Comitato permanente del Congresso nazionale del popolo. Con l'ascesa di Deng Xiaoping e l'esautorazione della banda dei quattro, il ruolo di Deng Yingchao vide un incremento: nel 1976 divenne vicepresidente del Comitato Permanente dell'Assemblea e, nel 1978, venne promossa a membro dell'Ufficio Politico del Partito Comunista Cinese. Fra il 1978 al 1982 fu secondo segretario della Commissione Centrale per l'Ispezione Disciplinare, quindi, dal 1983 al 1988 fu presidentessa della Conferenza Politica Consultiva del Popolo Cinese.
Nel 1987, Deng lasciò il Comitato Centrale del PCC. Morì l'11 luglio 1992. A Tianjin venne eretto un memoriale dedicato a lei e a Zhou.